# Oxindol
El oxindol ( 2-indolona ) es un compuesto orgánico heterocíclico aromático . Tiene una estructura bicíclica, que consta de un anillo de benceno de seis miembros fusionado a un anillo que contiene nitrógeno de cinco miembros . El oxindol es una indolina modificada con un carbonilo sustituido en la segunda posición del anillo de indolina de 5 miembros.
El oxindol es un derivado del triptófano y en la biología humana está formado por bacterias intestinales (flora normal). Normalmente es metabolizado y desintoxicado del cuerpo por el hígado. En exceso, puede producir sedación, debilidad muscular, hipotensión y coma. Se ha registrado que los pacientes con encefalopatía hepática tienen niveles elevados de oxindol sérico.